# Luis Álvarez (actor)
Luis Álvarez Torres (Punta de Bombón, Arequipa; 29 de julio de 1913-Lima; 17 de noviembre de 1995) fue un destacado actor y director de teatro peruano.

## Biografía
Luis Álvarez afrontó dificultades desde niño, no llegando a terminar el colegio. Fue soldado en la frontera con Colombia, donde tal vez descubrió su vena artísticas con veladas teatrales para sus compañeros en medio de la selva.
A mediados de los años cuarenta, en el Teatro Ritz de la Avenida Alfonso Ugarte, con tres piezas cortas: "El duelo" de Anton Chéjov, "Limones de Sicilia" de Pirandello, y "Así que pasen cinco años" de García Lorca, debutó como primer actor, por entonces joven, a quien Manuel Beltroy reclutó del Mercado Central.
Luego se inscribiría en la recién creada Escuela Nacional Superior de Arte Dramático (Ensad), siendo su primer egresado.
Dentro de sus más de 200 personajes interpretados figura el ingeniero Echecopar de la obra "Collacocha" escrita por Enrique Solari Swayne. En este personaje encarna el paradigma del peruano que se esfuerza por luchar contra la naturaleza por un futuro mejor.
Fue maestro de muchas generaciones de actores peruanos como Ricardo Blume. Dirigió obras de primer nivel y estuvo enseñando a actuar y a amar el arte teatral, desde la Escuela Nacional de Arte Escénico hasta el Instituto Pedagógico (hoy La Cantuta) o el Colegio Nacional Nuestra Señora de Guadalupe.
El 30 de octubre de 1995 se le tributó un homenaje como figura más representativa del teatro nacional. Como maestro de ceremonias estuvo Pablo de Madalengoitia y participó lo más graneado del ambiente artístico peruano. El Celcit-Perú dirigido entonces por Guillermo Ugarte Chamorro lo propuso oficialmente para el premio Ollantay.
Falleció en Lima, en 1995.

## Obras
Participó en 150 obras teatrales, 12 largometrajes, 6 cortos, 4 long play, radiales y televisivas, así como también en comerciales.
También grabó un poema hablado junto al maestro Óscar Avilés titulado "Viva el Perú Carajo" y también otro alusivo a los 100 Años de la Cervecería Backus y Johnston.

### Teatro
- El Reino Sobre las Tumbas
- Como Vienen, se Van
- La Muerte de Atahualpa
- La Sequía
- Cruce Sobre el Niágara
- Collacocha
- El Virrey y La Actriz

### Telenovelas
- Bar Cristal (1959)
- Kid Cristal (1960)
- Las aventuras de Toni Malta (1961)
- Simplemente María (1969 - 1971)
- Natacha (1970)
- La Fábrica (1972)
- Nuestros Héroes de la Guerra del Pacífico (1979)
- La casa de enfrente (1985)
- El hombre que debe morir (1989)
- Natacha (1990) como Pablo Montes.

### Filmografía
- Seguiré tus pasos (1966)
- Bromas, S.A. (1967)
- La Venus maldita (1967)
- Kuntur Wachana (1977)
- La ciudad y los perros (1985)
- Malabrigo (1986)